# Geodezja leśna
Geodezja leśna wchodzi w skład geodezji, czyli nauki ustalającej metody wykonywania pomiarów na małych powierzchniach do 50 kilometrów kwadratowych z pominięciem wpływu kulistości Ziemi, zwanej także geodezją niższą. Wyniki tych pomiarów rozpatruje się w odniesieniu do płaszczyzny poziomej, umożliwiającej sporządzenie map terenu w płaskim układzie współrzędnych. Mapa stanowi podstawę planowania w gospodarstwie leśnym oraz niezbędną pomoc w urządzaniu lasu.
Pomiary geodezyjne wykonywane na terenach leśnych mają na celu:
- ustalenie aktualnego stanu faktycznego i uregulowanie stosunków prawnych gospodarstwa leśnego,
- ustalenie zasobów leśnych w związku z koniecznością racjonalnego zorganizowania (urządzenia) gospodarstwa oraz sporządzenia okresowego planu czynności gospodarczych,
- realizację niektórych czynności gospodarczych, wynikających z planów gospodarczych np. wyłączenie gruntów leśnych pod uprawę rolną czy też powierzchni drzewostanów ochronnych, wyznaczanie zrębów, zalesień, powierzchni szkółek leśnych itp.